# American Idiot (àlbum)
American Idiot és el setè àlbum d'estudi de la formació estatunidenca Green Day. Publicat amb el segell de Reprise Records va ser llençat el dia 21 de setembre de 2004 i representa un punt d'inflexió a la història de la banda que busca canviar el seu estil musical. L'estil del disc pot definir-se com a òpera rock o punk rock.
El títol de l'àlbum és alhora una paròdia del programa de talents estatunidenc American Idol i una crítica al govern de George W. Bush i la invasió de l'Iraq de 2003. L'àlbum va ser nominat a 7 Premis Grammy i va aconseguir el de millor disc de rock l'any 2005.
També va encapçalar les llistes dels discos més venuts en diferents països del món gràcies, en part, a l'èxit de les cançons American Idiot i Boulevard of Broken Dreams.
Totes les cançons de l'àlbum han aconseguit grans nivells de popularitat, cosa que no passava des de l'aparició de Dookie.

## Llista de cançons
1. American Idiot
2. Jesus of Suburbia
  1. Jesus of Suburbia
  2. City of The Damned
  3. I Don't Care
  4. Dearly Beloved
  5. Tales of Another Broken Home
3. Holiday
4. Boulevard of Broken Dreams
5. Are We The Waiting
6. St. Jimmy
7. Give Me Novacaine
8. She's a Rebel
9. Extraordinary Girl
10. Letterbomb
11. Wake Me Up When September Ends
12. Homecoming
  1. The Death of St. Jimmy
  2. East 12th St.
  3. Nobody Likes You
  4. Rock and Roll Girlfriend
  5. We're Coming Home Again
13. Whatsername

### Cançons extra
1. Too Much Too Soon (inclosa en la cançó American Idiot)
2. Shoplifter (inclosa en la cançó American Idiot)
3. I Fought The Law (versió de la cançó de Bobby Fuller)
4. Governator (inclosa en la cançó American Idiot)
5. Favorite Son (inclosa en el disc Rock Against Bush, el segon volum)

## DVD
1. The Making of Boulevard of Broken Dreams
2. Video de Boulevard of Broken Dreams
3. Video de Holiday

## Singles apareguts
1. American Idiot (setembre de 2004)
2. Boulevard of Broken Dreams (novembre de 2004)
3. Holiday (març de 2005)
4. Wake Me Up When September Ends (juny de 2005)
5. Jesus of Suburbia (octubre de 2005)

## Guardons
Premis
- 2005: Grammy al millor àlbum de rock

Nominacions
- 2005: Grammy a l'àlbum de l'any